# Buchanania yunnanensis
Buchanania yunnanensis är en sumakväxtart som beskrevs av Cheng Yih Wu. Buchanania yunnanensis ingår i släktet Buchanania och familjen sumakväxter. Inga underarter finns listade i Catalogue of Life.